# 우민트엉현
우민트엉현(베트남어: Huyện U Minh Thượng / 縣乌明上)은 베트남 메콩강 삼각주 끼엔장성의 현이다.

## 행정 구역
우민트엉현은 6사를 관할하고 있다.

### 사
- 안민박 사 (Xã An Minh Bắc, 安明北社)
- 호아짜인 사 (Xã Hòa Chánh, 和政社)
- 민투언 사 (Xã Minh Thuận, 明順社)
- 타인옌 사 (Xã Thạnh Yên, 盛安社)
- 타인옌A 사 (Xã Thạnh Yên A, 盛安A社)
- 빈호아 사 (Xã Vĩnh Hòa, 永和社)

## 갤러리

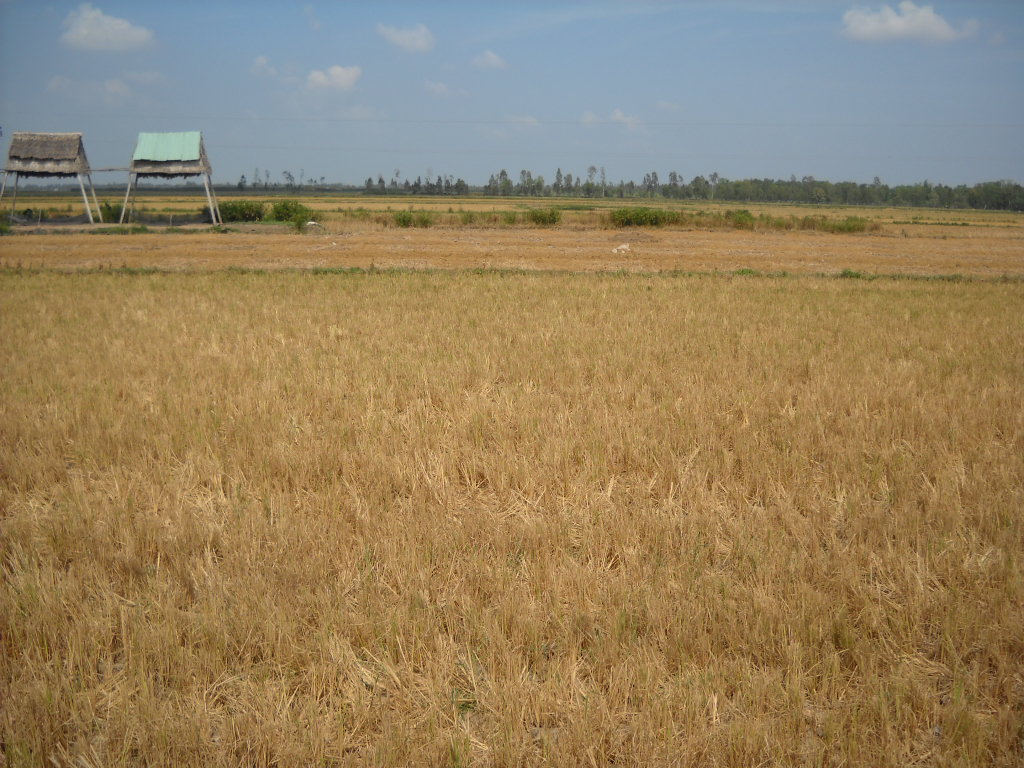
우민트엉의 쌀농사
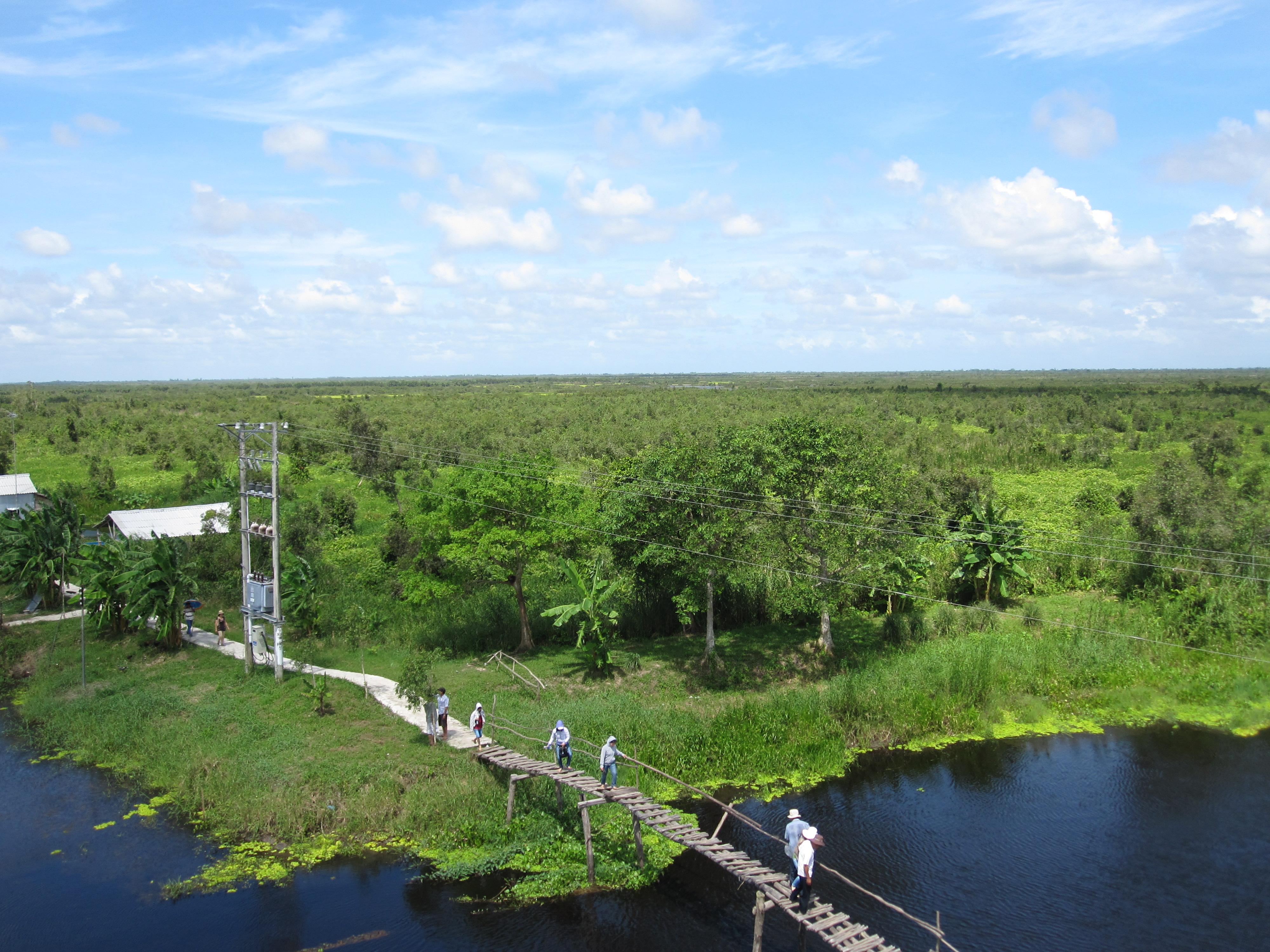
우민트엉 숲 풍경 1, 끼엔장성
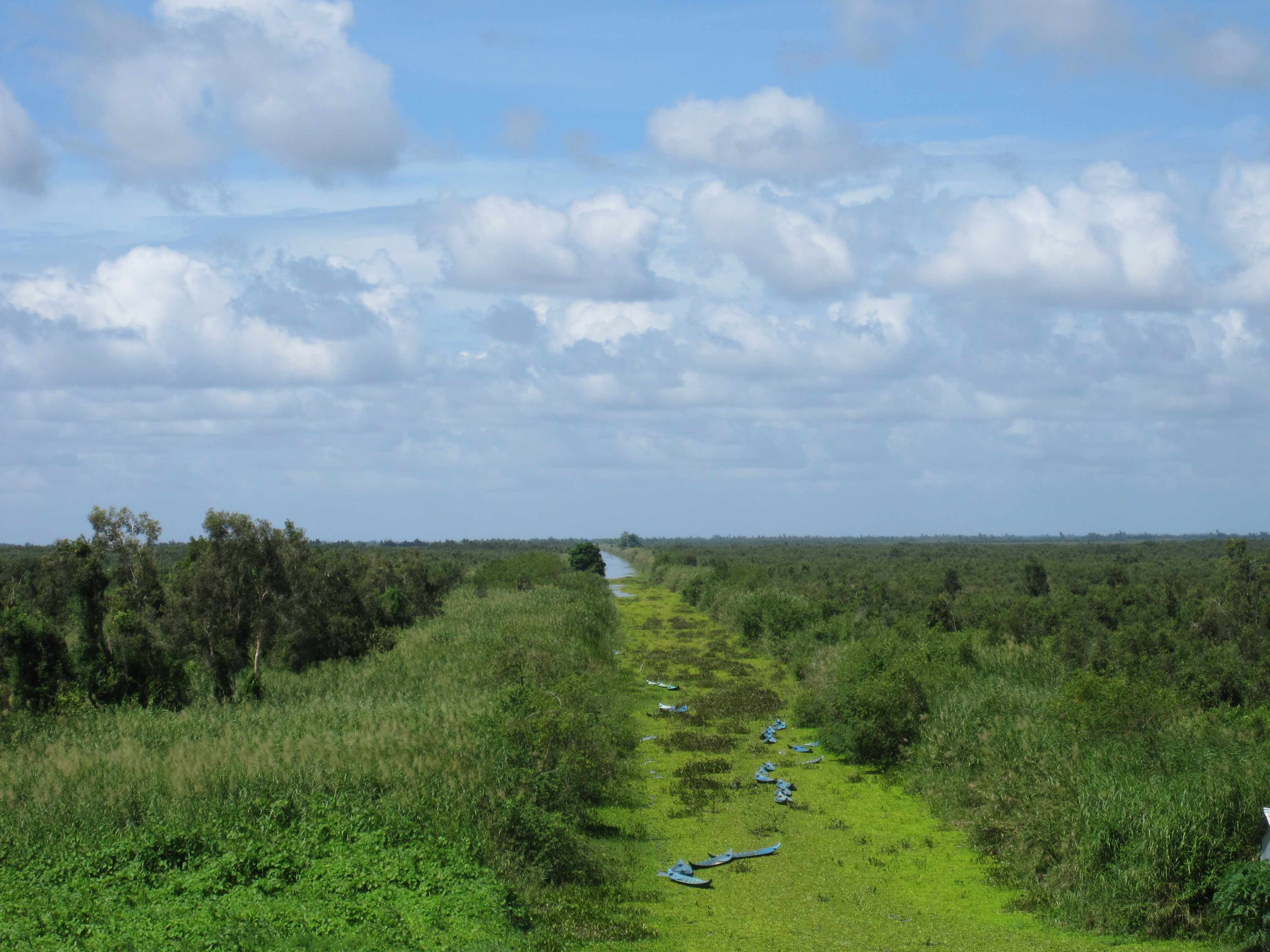
우민트엉 숲 풍경 2, 끼엔장성
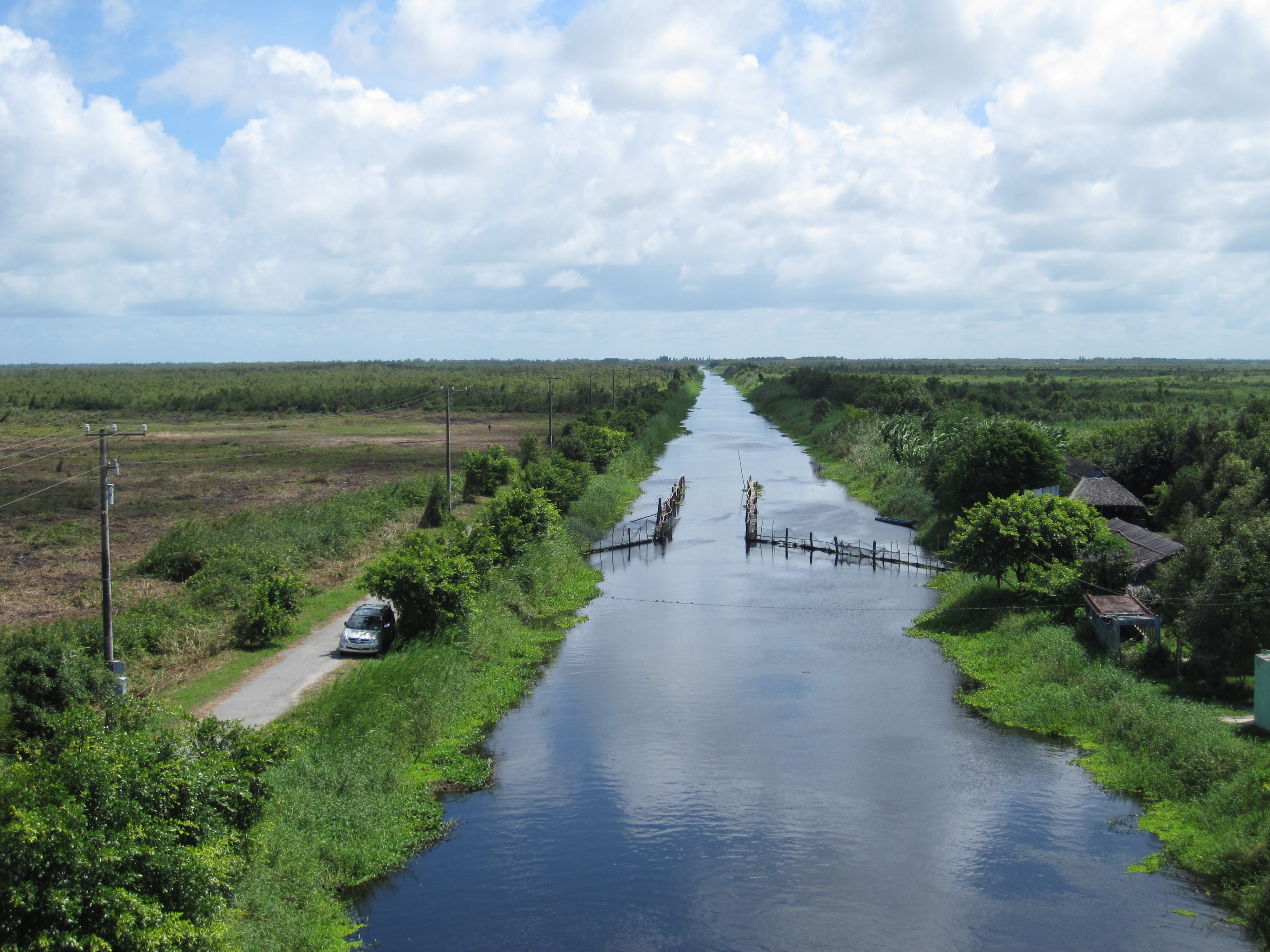
우민트엉 숲 풍경 3, 끼엔장성
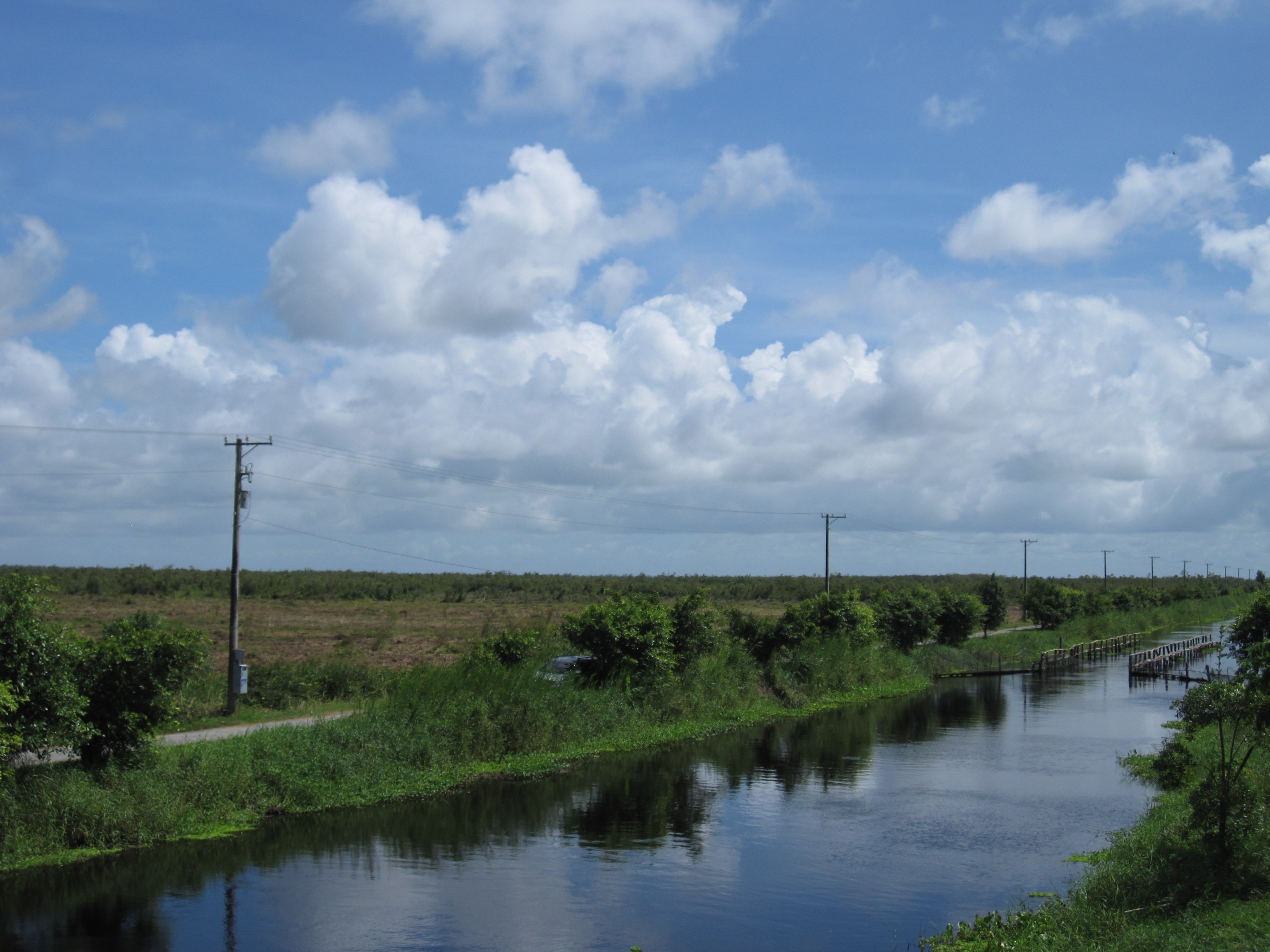
우민트엉 숲 풍경 4, 끼엔장성